# إدغار فان ألن
إدغار فان ألن (بالإنجليزية: Edgar Van Nuys Allen)‏‏ (22 يونيو 1900 - 14 يونيو 1961 ) طبيب قلب من الولايات المتحدة.

## النشأة والتحصيل العلمي
وُلد ألن في 22 يونيو 1900 في كوزاد بولاية نبراسكا لأبوين هما تشارلز إدغار ألين وسو مورو. التحق بجامعة نبراسكا وتخرج بدرجة البكالوريوس في العلوم عام 1923، ودرجة الماجستير في الآداب عام 1923.

## الحياة العملية
بدأ حياته المهنية في مايو كلينك في عام 1930.
حصل على إجازة عسكرية من مايو كلينك في عام 1942. في أغسطس 1942، كُلف برتبة مقدم في الفيلق الطبي بالجيش الأمريكي. تمت ترقيته إلى رتبة عقيد في فبراير 1944.
بالإضافة إلى عمله في مايو كلينك، كان يعمل في هيئة التدريس بجامعة مينيسوتا في روتشستر، مينيسوتا.

## الجوائز
- جائزة لاسكر-دبغي للأبحاث الطبية السريرية